# سنگ‌راهه
سنگ‌راهه (انگلیسی: Stepping stones یا stepstones) مجموعه‌ای از سنگ‌ها هستند که به منظور تشکیل یک پل یا میان‌گذر ساده ساخته شده‌اند که به یک عابر پیاده اجازهٔ عبور از یک آب‌گذر می‌دهد، مانند یک رود؛ یا یک آب‌نما در یک باغی که در آن آب اجازهٔ عبور از پله‌های سنگی را دارد. برخلاف دیگر پل‌ها، آنها هیچ دهانه‌ای ندارند. اگرچه خاستگاه آنها مشخص نیست اما سنگ‌راهه همراه با پل‌های چوبی، احتمالاً از شکل‌های اولیهٔ ساخته شده توسط انسان برای عبور از پهنهٔ آبی است.

## در فرهنگ عامه
نسخهٔ مرگبار سنگ‌راهه که شامل کاشی‌های شیشه‌ای است، در مجموعهٔ نتفلیکس محصول کره جنوبی، بازی مرکب، به عنوان بازی پنجم در این مجموعه نمایش داده شد.

## نگارخانه

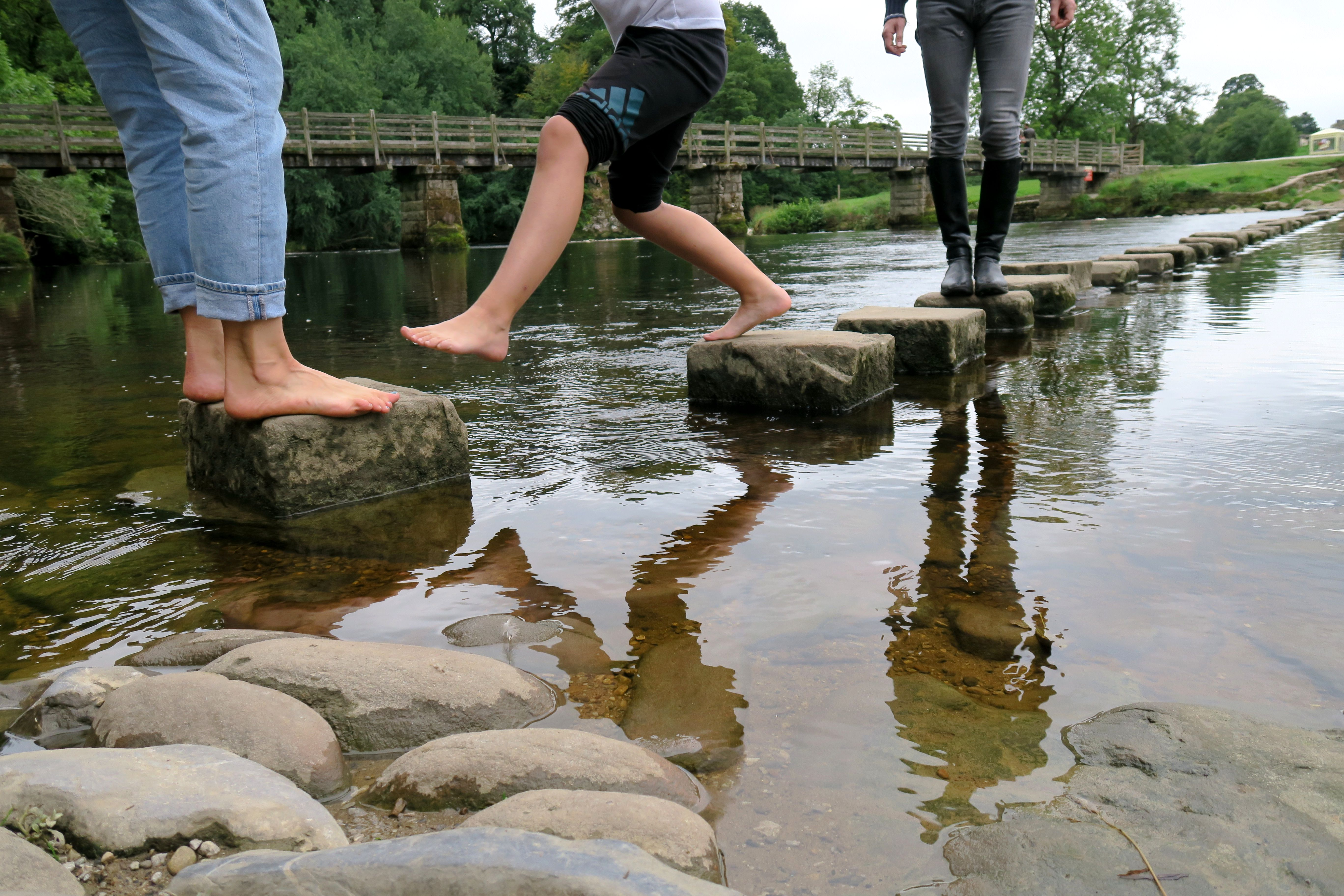
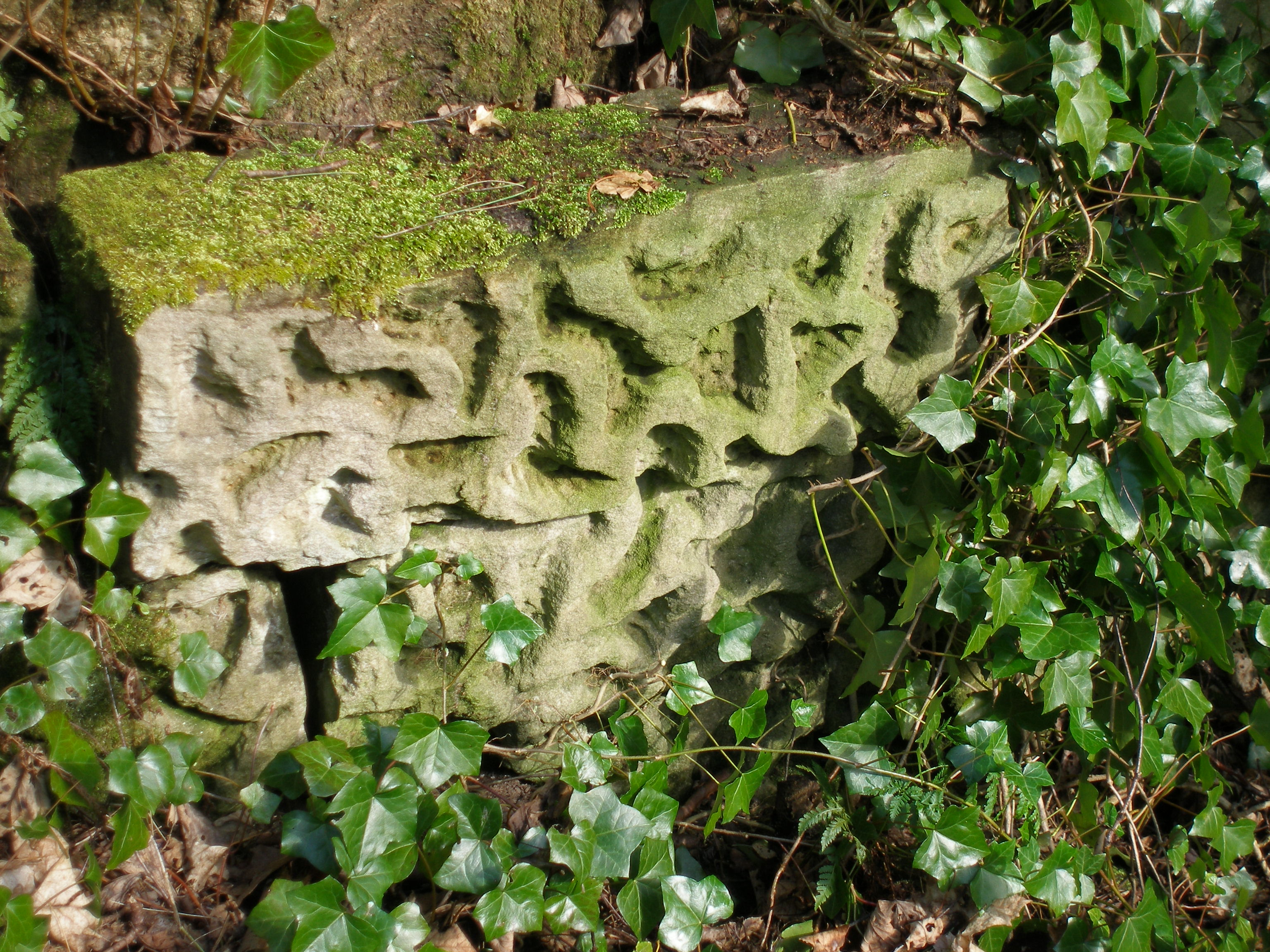
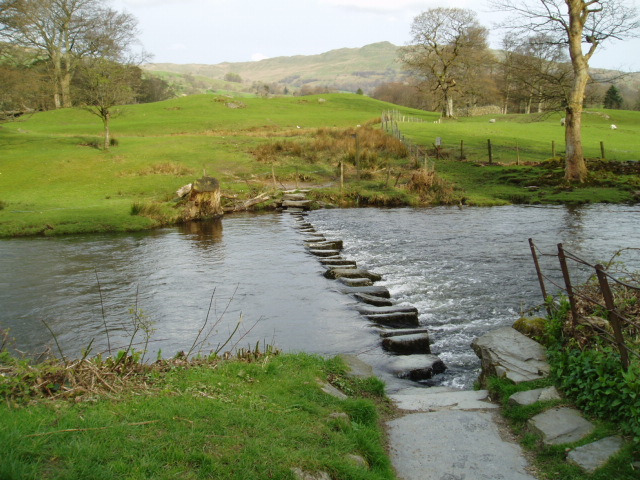
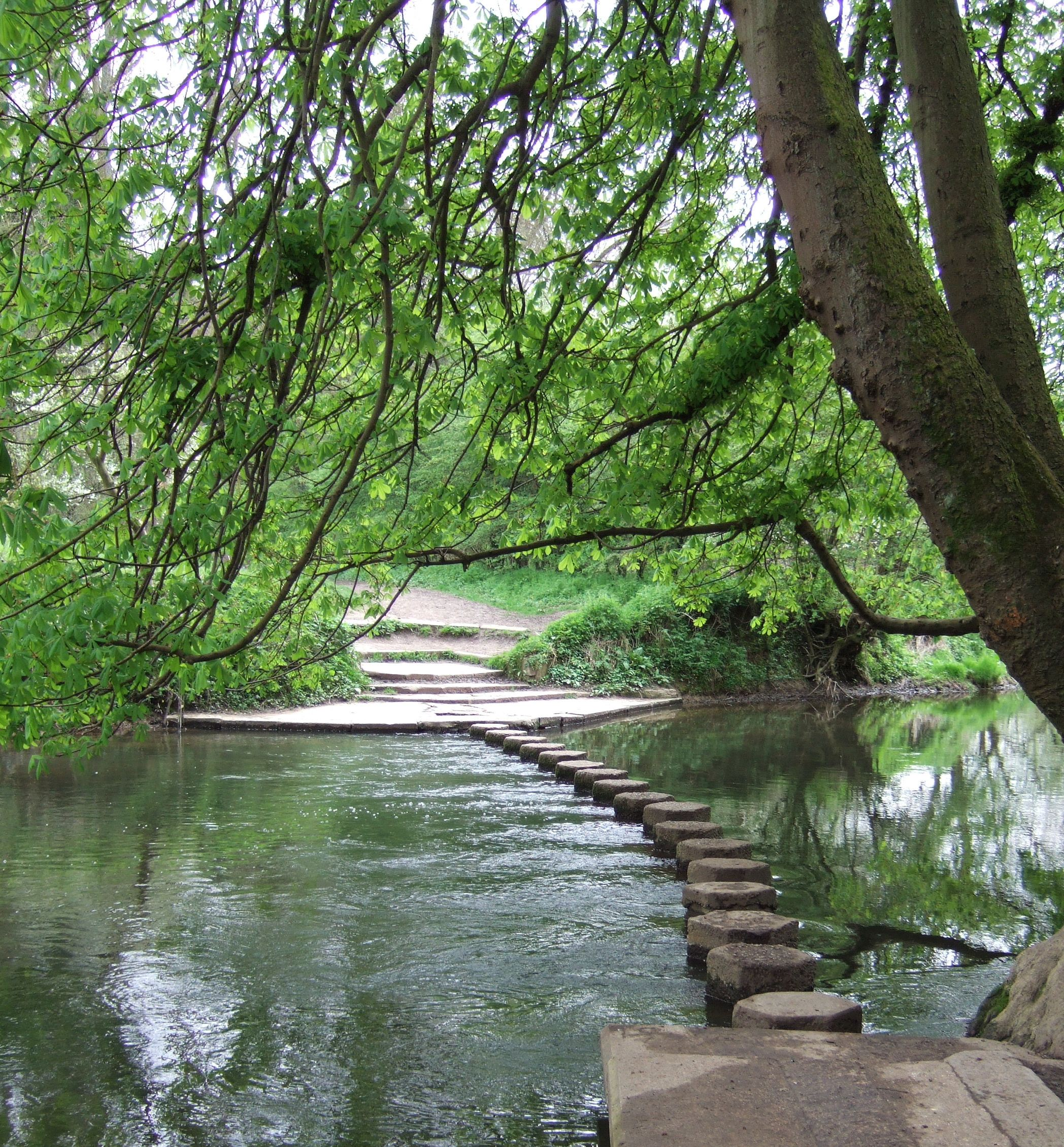